# ポロフィラックス
ポロフィラックス（Polophylax、Polophilax）は、現在のきょしちょう座とつる座がある領域に設けられた、南天の星座（「○○座」という和名は存在しない）。
Polophylaxとは、ギリシャ語で「極（天の南極）の守護者」を意味する。ペトルス・プランシウスが、1592年に刊行した壁地図に付した小さな南天の天球図の中に著したのが初出である。 これは1594年に彼が刊行した世界地図や、プランシウスのものを複写した世界地図にも同様に見られる。
しかしながら、ペーテル・ケイセルやフレデリック・デ・ハウトマンによる南天の星の観測結果を元に、プランシウスが1597年末または1598年初頭に創った12の星座に取って代わられ、現在は使われていない。